# Solymár István (művészettörténész)
Solymár István (Miskolc, 1924. június 15. – Budapest, 1977. január 5.) magyar művészettörténész, a Magyar Nemzeti Galéria főigazgató-helyettese, a Magyar Képzőművészek Szövetségének és a Magyar Népköztársaság Művészeti Alapjának tagja. Testvére, Solymár József (1929–2013) író, újságíró, forgatókönyvíró volt.

## Életpályája
A jogi egyetem elvégzése után a Múzeumok és Műemlékek Országos Központjában, majd a kulturális minisztériumban dolgozott. Később elvégezte a művészettörténeti szakot és 12 évig a Művészet című folyóirat szerkesztője volt.
Elsősorban a XX. századi magyar művészettel foglalkozott. Kutatási területe az alföldi festészete volt.
Sírja a Farkasréti temetőben található (EE-368. fülke).

## Művei
- Múzeumok, gyűjtemények (Budapest, 1958)
- Bartha László (Budapest, 1966)
- Mai magyar rajzművészet (Budapest, 1972)
- Hagyomány és lelemény a képzőművészetben (tanulmányok, Budapest, 1972)
- Duray Tibor (Budapest, 1973)
- Három évtized, harminc grafika (Budapest, 1975)
- Csohány Kálmán (Budapest, 1976)
- Nagy István élete és művészete (Budapest, 1977)